# 네이버 카페
네이버 카페(영어: Naver cafe)는 대한민국의 포털 사이트인 네이버의 커뮤니티 서비스이다. 2003년 12월에 서비스를 처음으로 개시했다.
다음 카페에 비해 출범이 비교적 늦어졌으나 네이버의 높은 점유율과 기술적 우위로 다음 카페와의 경쟁에서 우위에 서게 되었다. 현재 네이버 카페는 대한민국의 인터넷 카페 서비스 중 가장 높은 점유율을 가지고 있다.

## 사건 사고

### 중국에서의 접속 차단
2018년 10월 16일부터 중국에서 네이버 카페의 접속이 되지 않고 있다.

### 2022년 접속 오류
2022년 1월 19일 오후에 카페에 들어가지 않는 현상이 발생해 긴급 점검 조치를 했다.

### 2024년 접속 오류
2024년 9월 24일 오후에 카페에 오류가 발생했다는 현상이 발생했다.

## 버그
- 네이버 카페를 네이버 웨일 등 웹 브라우저에서 PC 화면인 상태로 포스팅을 작성하게 되면 새 창이 저절로 열린다. 그럴 때에는 모바일 버전으로 변환하고 포스트를 등록시키면 해결된다.
- 2022년 12월 7일 일시적으로 카페에 글쓰기, 좋아요, 댓글 등이 안되는 버그가 생겼다.
- 2023년 6월 14일 카페에 접속 할 수 없는 오류가 발생하였다.[3]

## 같이 보기
- 네이버

### 관련 커뮤니티
- 네이버 블로그
- 네이버 포스트
- 네이버 Keep